# Amstrad PCW 8256
Amstrad PCW 8256 (PCW 8256 / 8512) је био професионални рачунар фирме Амстрад (Amstrad) који је почео да се производи у Уједињеном Краљевству од 1985. године.
Користио је Zilog Z80 A као микропроцесор. RAM меморија рачунара је имала капацитет од 256 KB (16 локација са 16 kb свака). 
Као оперативни систем кориштен је CP/M, CP/M+.

## Детаљни подаци
Детаљнији подаци о рачунару PCW 8256 су дати у табели испод.
|                       | |
| 8256                  | |
| Произвођач            | Амстрад |
| Тип                   | професионални рачунар |
| Меморија              | 256 (16 локација са 16 свака)                                                                                            |
| Поријекло             | Уједињено Краљевство |
| Година                | 1985 |
| Тастатура             | Механичка тастатура са нумеричком тастатуром и посебним тастерима (COPY, CUT, PASTE, PRINT, ...). 8 функцијских тастера. |
| Процесор              | |
| Фреквенција процесора | CPU на 4 MHz, до 3,4 (?) |
| RAM                   | 256 (16 локација са 16 свака)                                                                                            |
| ROM                   | |
| Текст                 | 90 x 32 |
| Графика               | 720 x 256 (PAL), 720 x 200 (NTSC)                                                                                        |
| Боја                  | монохроматски (црно & зелено)                                                                                            |
| Звук                  | мали звучник, 1 канал |
| Димензије             | непознато |
| Портови               | |
| Оперативни систем     | |